# Pontifikát
Pontifikát vyjadřuje úřad papeže a zároveň označuje i délku období, kdy vykonává svůj úřad, je nejvyšším pontifikem katolické církve. Toto období má proměnlivou délku, která se u každého jednotlivého Svatého otce liší.

## Příbuzná slova

### Pontifex
Příbuzné slovo je pontifex (pontifik), což znamená příslušníka nejvyššího kněžského sboru v dané církvi, v katolické církvi mezi pontifiky patří všichni biskupové. Obecně se jedná o synonymum pro sousloví nejvyšší kněz neboli velekněz.

### Pontifikálie
Pontifikálie je v církevní praxi insignie velekněze, tedy biskupů včetně papeže (prsten, mitra, berla, pektorál, dříve ještě rukavice), a také některých dalších význačných hodnostářů (proboštů, arciděkanů apod.).  Jedná se také o činnosti, které provádí biskup během bohoslužby.

## Nejdelší pontifikáty
| Papež         | Začátek            | Konec             | Doba pontifikátu   | Dny   |
| Petr          | 33?                | 67?               | 34 let?            |       |
| Pius IX.      | 16. června 1846    | 7. února 1878     | 31 let a 8 měsíců  | 11559 |
| Jan Pavel II. | 16. října 1978     | 2. dubna 2005     | 26 let a 5 měsíců  | 9665  |
| Lev XIII.     | 20. února 1878     | 20. července 1903 | 25 let a 5 měsíců  | 9280  |
| Pius VI.      | 15. února 1775     | 29. srpna 1799    | 24 let a 6 měsíců  | 8961  |
| Hadrián I.    | 1. února 772       | 25. prosince 795  | 23 let a 11 měsíců | 8728  |
| Pius VII.     | 14. března 1800    | 20. srpna 1823    | 23 let a 5 měsíců  | 8559  |
| Alexandr III. | 7. září 1159       | 30. srpna 1181    | 22 let             | 8028  |
| Silvestr I.   | 31. ledna 314      | 31. prosince 335  | 21 let a 11 měsíců | 8004  |
| Lev Veliký    | 29. září 440       | 10. listopadu 461 | 21 let a 1 měsíc   | 7712  |
| Urban VIII.   | 6. srpna 1623      | 29. července 1644 | 21 let             | 7663  |
| Lev III.      | 26. prosince 795   | 12. června 816    | 20 let a 6 měsíců  | 7474  |
| Klement XI.   | 23. listopadu 1700 | 19. března 1721   | 20 let a 4 měsíce  | 7421  |
| Pius XII.     | 2. března 1939     | 9. října 1958     | 19 let 7 měsíců    | 7161  |

## Nejkratší pontifikáty
| Papež         | Začátek           | Konec              | Doba pontifikátu | Poznámka                                                                                             |
| Štěpán II.    | 22. března 752    | 26. března 752     | 4 dny            | zemřel před biskupským svěcením, které je nutné pro převzetí úřadu, a proto se s ním často nepočítá. |
| Urban VII.    | 15. září 1590     | 27. září 1590      | 12 dní           | |
| Bonifác VI.   | duben 896         |                    | 15 dní?          | |
| Celestýn IV.  | 25. října 1241    | 10. listopadu 1241 | 16 dní           | |
| Sisinnius     | 15. ledna 708     | 4. února 708       | 20 dní           | |
| Theodor II.   | prosinec 897      |                    | 20 dní?          | |
| Marcellus II. | 9. dubna 1555     | 1. května 1555     | 22 dní           | |
| Damasus II.   | 17. července 1048 | 9. srpna 1048      | 23 dní           | |
| Lev XI.       | 1. dubna 1605     | 27. dubna 1605     | 26 dní           | |
| Pius III.     | 22. září 1503     | 18. října 1503     | 26 dní           | |
| Valentin      | srpen 827         | září 827           | 30 dní?          | |
| Benedikt V.   | 22. května 964    | 23. června 964     | 32 dní           | |
| Jan Pavel I.  | 26. srpna 1978    | 28. září 1978      | 33 dní           | |
| Hadrián V.    | 11. července 1276 | 18. srpna 1276     | 38 dní           | |
| Anterus       | 21. listopadu 235 | 3. ledna 236       | 43 dní           | |
| Řehoř VIII.   | 21. října 1187    | 17. prosince 1187  | 57 dní           | |
| Lev V.        | červenec 903      | září 903           | 60 dní?          | |
| Inocenc IX.   | 29. října 1591    | 30. prosince 1591  | 62 dní           | |
| Severinus     | 28. května 640    | 2. srpna 640       | 66 dní           | |